# Archie: To Riverdale and Back Again
Archie: To Riverdale and Back Again er en amerikansk film fra 1990 af Dick Lowry.

## Medvirkende
- Christopher Rich som Archie Andrews
- Lauren Holly som Betty Cooper
- Karen Kopins som Veronica Lodge
- Sam Whipple som Forsythe "Jughead" Jones
- Gary Kroeger som Reggie Mantle
- Jeff Hochendoner som Moose Mason
- Debi Derryberry som Midge Mason